# هفت گناه کبیره و چهار امر واپسین

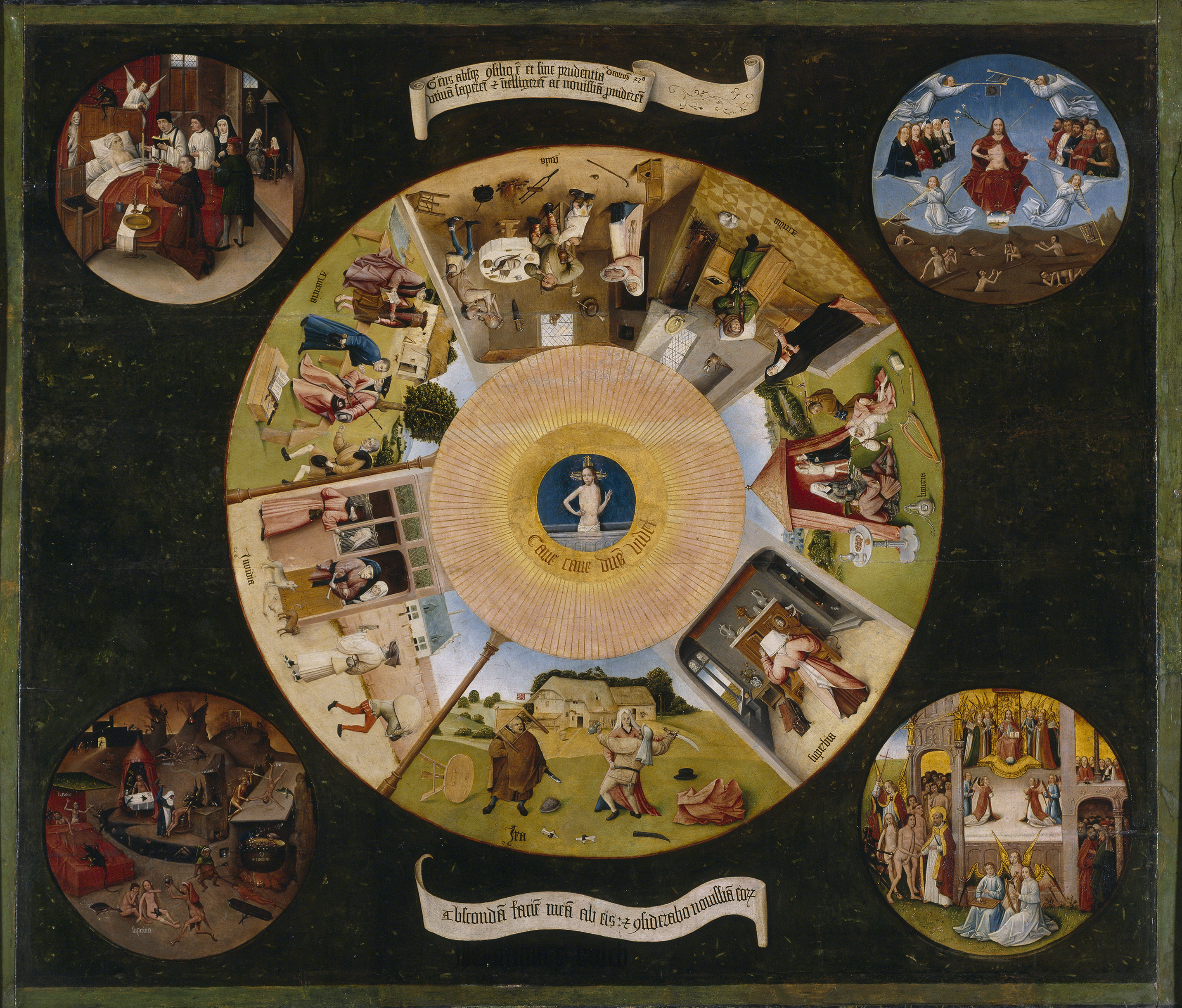
نقاشی هفت گناه کبیره و چهار امر واپسین در مالکیت موزه دل پرادو در مادرید قرار دارد.

هفت گناه کشنده و چهار امر واپسین، نام یک نقاشی رنگ روغن روی چوب از هیرونیموس بوش، نقاش هلندی، است. این نقاشی در سال ۱۴۸۵ میلادی به پایان رسیده‌است و از جمله نقاشی‌های دایروی می‌باشد.
چهار دایره کوچک مرگ گناهکاران، قضاوت واپسین، دوزخ و بهشت را نمایش می‌دهد که دور دایره‌ای بزرگتر هستند که هفت گناه کشنده را نمایش می‌دهند. این گناه‌ها از پایین در جهت ساعتگرد عبارتند از: خشم، حسادت، آز، پرخوری، تنبلی، شهوت، غرور. نقاشی به جای داستان‌های معمول و تملیح، از زندگی روزمره برای نمایش گناهان استفاده کرده‌است.
در مرکز دایرهٔ بزرگ چشمی است که به عنوان چشم خدا رسم شده‌است و مسیح در مردمک آن دیده می‌شود. و زیر تصویر به لاتین نوشته شده‌است که «به هوش باشید، به هوش باشید، خدا می‌بیند.»

## نگارخانه

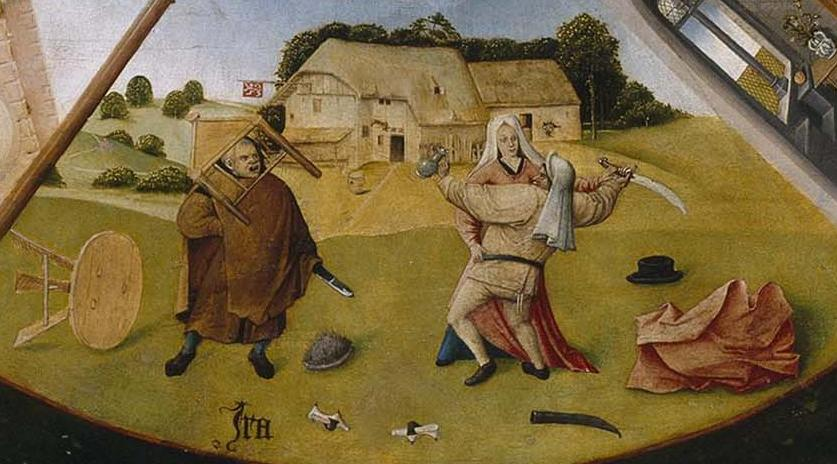
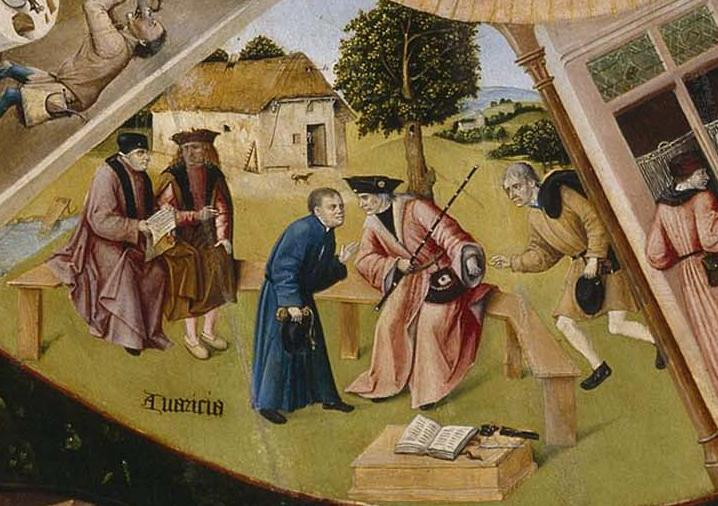
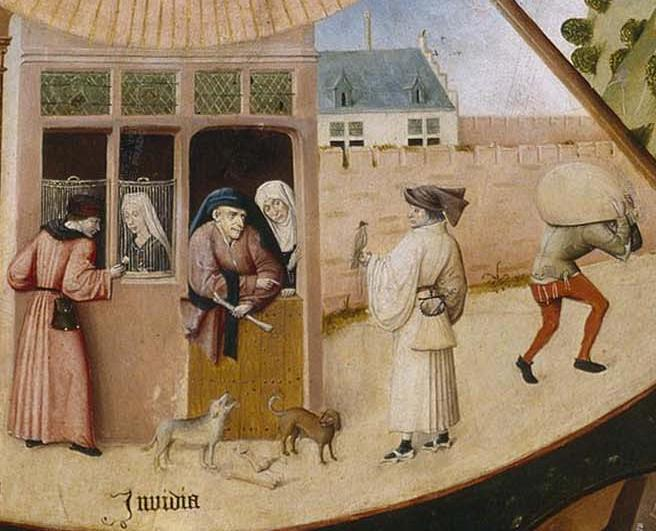
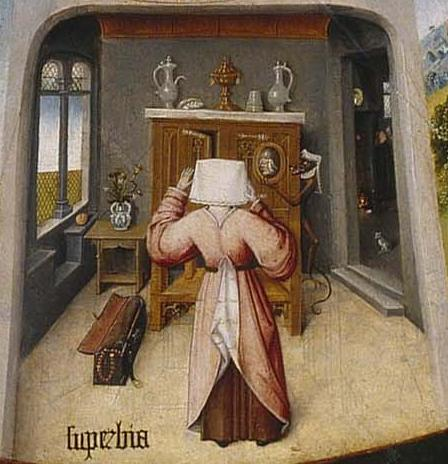
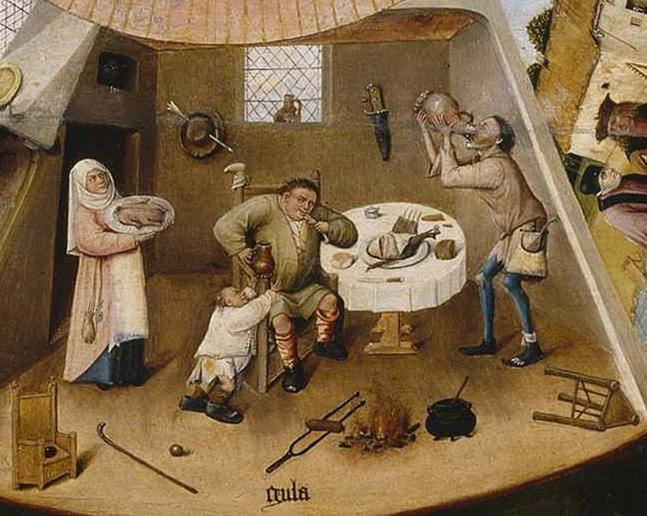
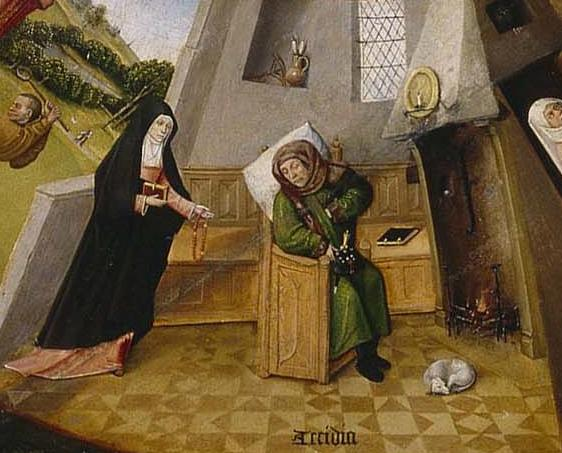
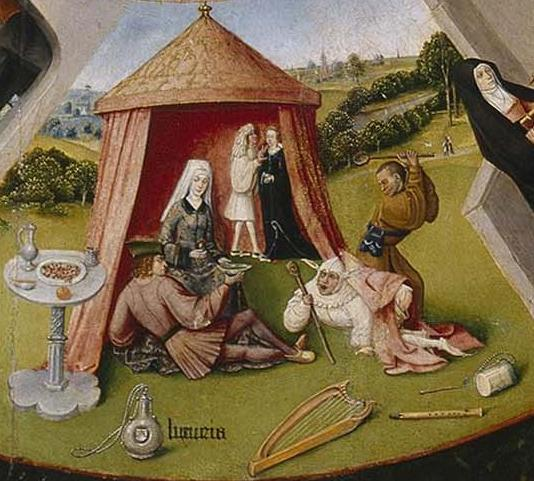